# Monaco op de Olympische Zomerspelen 1924
Monaco nam deel aan de Olympische Zomerspelen 1924 in Parijs, Frankrijk. Het was de tweede deelname van Monaco aan de Olympische Zomerspelen.
De zes deelnemers kwamen uit in de atletiek, de schietsport en het zeilen. Émile Barral was de eerste Monegask die voor de tweede keer aan de Spelen deelnam, in 1920 nog in de atletiek actief, deze editie als zeiler. De beste prestatie was de zeventiende plaats van de atleet Gaston Médécin op de vijfkamp.
Kunstconcours
Naast de sportwedstrijden werd een kunstconcours gehouden in de categorieën architectuur, beeldhouwkunst, literatuur, muziek en schilderkunst. Hierin won Julien Médécin een bronzen medaille voor architectuur. Kunstmedailles worden niet vermeld in het medailleklassement.

## Deelnemers en resultaten
(m) = mannen, (v) = vrouwen 

### Atletiek
| Olympiër       | Discipline      | Resultaat | Prestatie                            |
| -------------- | --------------- | --------- | ------------------------------------ |
| Gaston Médécin | verspringen (m) | 22e       | kwalificatie groep A: 8ste met 6,51m |
| Gaston Médécin | vijfkamp (m)    | DNF       | niet gefinisht                       |
| Gaston Médécin | tienkamp (m)    | 20e       | 5347,54 punten                       |

### Schietsport
| Olympiër         | Discipline             | Resultaat | Prestatie  |
| ---------------- | ---------------------- | --------- | ---------- |
| Roger Abel       | 50m geweer liggend (m) | 45e       | 375 punten |
| Victor Bonafède  | 50m geweer liggend (m) | 31e       | 383 punten |
| Joseph Chiaubaut | 50m geweer liggend (m) | 59e       | 361 punten |
| Herman Schultz   | 50m geweer liggend (m) | 36e       | 381 punten |

### Zeilen
| Olympiër     | Discipline   | Resultaat | Prestatie |
| ------------ | ------------ | --------- | --------- |
| Émile Barral | 12 voets jol | 16e       |           |

Argentinië · Australië · België · Brazilië · Brits-Indië · Bulgarije · Canada · Chili · Cuba · Denemarken · Ecuador · Egypte · Estland · Filipijnen · Finland · Frankrijk · Griekenland · Groot-Brittannië · Haïti · Hongarije · Ierland · Italië · Japan · Joegoslavië · Letland · Litouwen · Luxemburg · Mexico · Monaco · Nederland · Nieuw-Zeeland · Noorwegen · Oostenrijk · Polen · Portugal · Roemenië · Spanje · Tsjecho-Slowakije · Turkije · Uruguay · Verenigde Staten · Zuid-Afrika · Zweden · Zwitserland